# Box of Frogs
Box of Frogs war eine britische Rockband, eine Wiedervereinigung ehemaliger Yardbirds-Musiker mit John Fiddler als Frontmann.
1983 feierte der Marquee Club in London sein 25-jähriges Bestehen. Neben vielen anderen Veteranen des R&B kamen bei dieser Gelegenheit auch die ehemaligen Yardbirds wieder zusammen.
Der frühere Sänger der Yardbirds, Keith Relf, war 1976 gestorben. Seine Stelle nahm John Fiddler (Gitarre, Gesang) ein, der mit Medicine Head bekannt geworden war. Relf hatte einige Zeit als Produzent und Bassist mit Medicine Head gearbeitet.
Zahlreiche namhafte Gastmusiker, darunter auch die ehemaligen Yardbirds-Gitarristen Jeff Beck und Jimmy Page, nahmen an den Aufnahmen zu den beiden Alben der Band teil.

## Diskografie

### Alben
- Box of Frogs – 1984
- Strange Land – 1986

### Singles
- Back Where I Started / The Edge – 1984
- Back Where I Started / *Nine Lives / The Edge – 1984
- Into The Dark / X-tracks medley: Two Steps Ahead / Just A Boy Again / Harder / Another Wasted Day / Back Where I Started – 1984
- Into The Dark / X-tracks medley – 1984
- Two Steps Ahead / The Edge – 1984
- Two Steps Ahead / Two Steps Ahead – 1984
- Average / Strange Land / *I Keep Calling – 1986
- Heart Full of Soul – 1986